# Ibanez Artstar-Serie

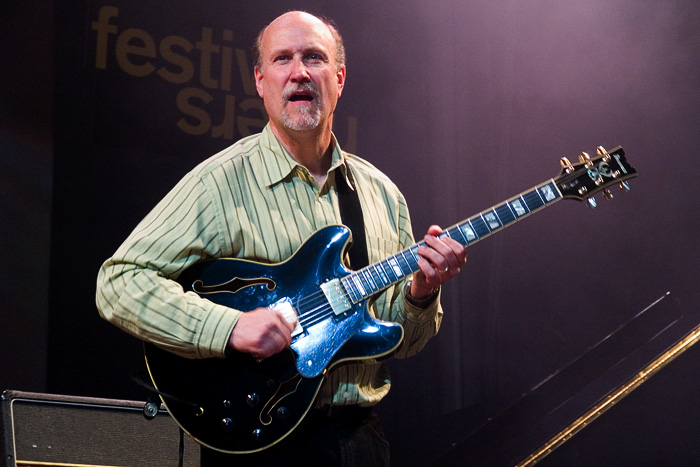
John Scofield mit dem nach ihm benannten und von der AS200 abgeleiteten Ibanez-Signature-Modell

Die Ibanez Artstar Serie (und ihre Untergruppen AS Artcore Expressionist und AS Artcore) ist eine Edition von Halbresonanz-E-Gitarren (englisch: Hollowbody) des japanischen Unternehmens Ibanez. Zielgruppe sind Gitarristen, die sich verstärkt in den Bereich Jazz und Blues einarbeiten möchten, aber noch vor dem Kauf der teuren, im professionellen Bereich verwendeten Top-Modelle (wie zum Beispiel der Gibson ES-335) zurückschrecken. Die AS-Serie ist hier als Alternative mit erschwinglicheren Preisen gedacht.

## Geschichte
Die ersten Modelle der Serie, die auf dem „Ur-Modell“ AS 200 AV basiert, das John Scofield ab den 1980ern spielte, kamen Mitte 2002 in den Handel. Die Gitarren der Artstar-Serie wurden von den Rezensenten gelobt und haben sich den Ruf erarbeitet, in diesem Sektor ein sehr gutes Preis-Leistungs-Verhältnis zu bieten, da sie durch ihren Klang, ihr Sustain und die Art und Weise, wie sie ihre Stimm-Stabilität halten, überzeugen können.

## Aufbau
Die Modelle dieser Serie sind Hollowbody-Gitarren mit beidseitigem Cutaway, zwei so genannten „F-Löchern“ und eingeleimten Hals (set neck). Sie haben eine 24.75" Mensur (628 mm) und ein 22-bündiges Griffbrett. Als Tonabnehmer werden zwei Humbucker eingesetzt.
Nach 2017 wurde für viele Modelle kein Palisander und Bubinga mehr verwendet, und einige Modelle, die bis dahin mit Ahorn und Mahagoni ausgestattet waren, wurden auf Linden- und Nyatoh-Hölzer umgerüstet.

## Modell-Übersicht
Gegenwärtig (Stand: November 2023) werden drei Modell-Linien mit 10 Varianten (teilweise auch für Linkshänder) angeboten. Die verschiedenen Modelle unterscheiden sich hauptsächlich in der Ausstattung (zum Beispiel verwendete Hölzer / Tonabnehmer) und der Verarbeitung (etwa Lackierung, Bindings, Griffbretteinlagen):
| AS Artstar | AS Artcore Expressionist | AS Artcore         |
| ---------- | ------------------------ | ------------------ |
| AS2000     | AS93FM                   | AS73FM             |
| AS113      | AS93FML (Linkshänder)    | AS73G              |
|            | AS93ZW                   | AS73               |
|            |                          | AS7312 (12-saitig) |
|            |                          | AS53               |